# Kampfgeschwader 66
Das Kampfgeschwader 66 war ein Verband der Luftwaffe der Wehrmacht im Zweiten Weltkrieg. Als Kampfgeschwader, ausgestattet mit Bombern, vom Typ Dornier Do 217, Junkers Ju 88 und Junkers Ju 188 führte es Luftangriffe mit Bomben auf zugewiesene Ziele durch. Das Geschwader, das insbesondere für die Zielfindung/-markierung ausgebildet war, beteiligte sich am Unternehmen Steinbock und intervenierte gegen die Alliierte Invasion in Nordfrankreich. Nach der bedingungslosen Kapitulation der Wehrmacht am 8. Mai 1945 wurde es aufgelöst.

## Aufstellung
Die I. Gruppe entstand im April 1943 in Chartres (Lage) im besetzten Frankreich. Die III. Gruppe wurde erst am 10. Oktober 1944 in Burg (Lage) aus der IV./Kampfgeschwader 101 aufgestellt und schon im November 1944 an das Kampfgeschwader 200 als II. Gruppe abgegeben. Eine II. Gruppe und ein Geschwaderstab KG 66 existierten nicht. Das Geschwader war mit der Heinkel He 111, der Junkers Ju 88, der Junkers Ju 188 und der Dornier Do 217 ausgestattet. Die Geschwaderkennung war Z6.

## Gliederung
Die I. und die III. Gruppe unterstanden keinem Geschwaderstab und waren formal selbstständig. Die beiden Gruppen waren wiederum in Staffeln unterteilt. Die 1. bis 5. Staffel gehörte der I. Gruppe und die 7. bis 9. Staffel der III. Gruppe an. Hinzu kam noch die Ergänzungsstaffel. Jede Staffel, geführt durch einen Staffelkapitän, war in drei Schwärme mit je vier Flugzeugen unterteilt. Daraus ergab sich eine Sollstärke der Bombergruppe von 60 Flugzeugen + 1 Flugzeug für den Gruppenkommandeur für die I. Gruppe und 37 Flugzeugen für die III. Gruppe. Die Ergänzungsstaffel nahm in der Regel nicht an Kampfeinsätzen teil. In ihr wurden frisch ausgebildete oder rekonvaleszente Flieger eine Zeitlang an die Frontbedingungen gewöhnt und geschult, bevor sie in eine der drei Einsatzgruppen wechselten. Darum hatte sie meist ihren Standort in der Heimatbasis des jeweiligen Geschwaders.

## Geschichte

### 1943
Die I./KG 66 wurde als spezieller Verband aufgestellt, für die Zielfindung und -markierung, sowie Funknavigation für Punkt- und Flächenziele (Pfadfinderaufgaben). Jede der drei Staffeln wendete ein anderes Funknavigationsverfahren zur Zielfindung an. So kamen das „Egon“-Verfahren, das „X“-Verfahren und „Y“-Verfahren, sowie „Truhe“-Verfahren zur Anwendung.

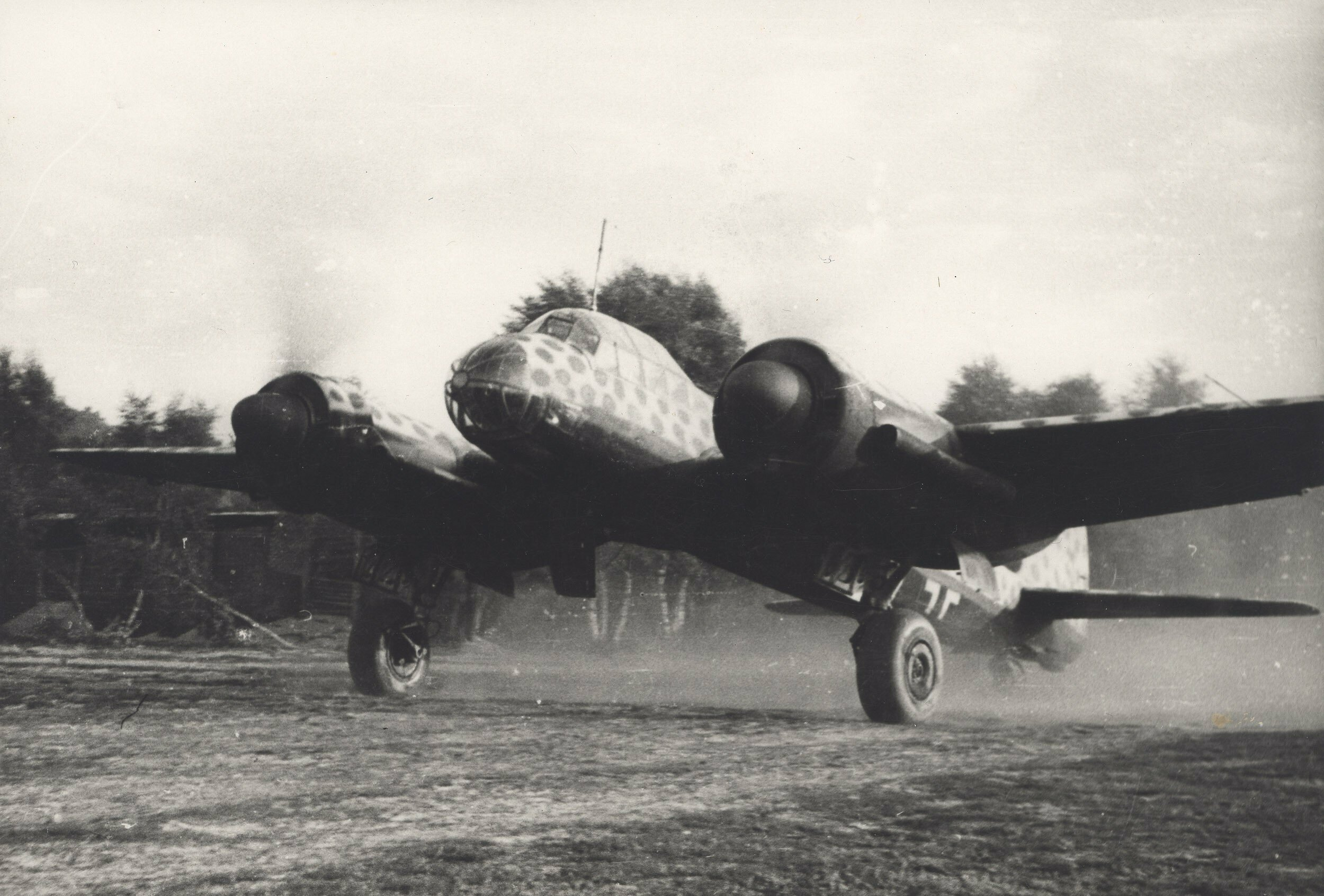
Junkers Ju 88 der I./KG 66 in Eindhoven

Die I. Gruppe war ab Sommer 1943 im deutschbesetzten Frankreich dem IX. Fliegerkorps der Luftflotte 3 unterstellt. Sie verfügte über sieben Heinkel He 111H-6, sechs Dornier Do 217K-1 und sechs Do 217E-4. Die 3. Staffel lag zwischen Februar und Juni 1944 in Cormeilles. (Lage) Während eines Nachtangriffs auf London am 29./30. Mai 1943, zum Test des Y-Verfahrens, wurde die Junkers Ju 88S-1 (Geschwaderkennung 3E+EZ) des Hauptmanns Alfred Stahnke von britischen Nachtjägern vom Typ Mosquito abgeschossen. Der Bomber musste nahe Isfield (Sussex) notlanden und die gesamte Crew ging in Kriegsgefangenschaft.

### 1944
Beim Unternehmen Steinbock erwies sich keines der verwendeten Funknavigationsverfahren als erfolgreich. Nach Anlaufen der alliierten Invasion in Nordfrankreich übernahm sie wiederum Zielfinderaufgaben an der Invasionsfront. Auch bei der letzten deutschen Offensive im Westen, der Ardennenoffensive, war sie für diese Rolle eingeplant. Die im Oktober 1944 in Burg aufgestellte III. Gruppe war mit Mistelgespannen ausgestattet. Insgesamt hatte sie im Oktober 17 Ju 88A-4, 9 Ju 88S-3 und 9 Misteln in ihren Reihen. Sie wurde im November 1944 in II./Kampfgeschwader 200 umbenannt.

### 1945
Letzte Einsätze flog die I./KG 66 an der Ostfront gegen Brücken über die Oder, bevor sie am 5. Mai 1945 in Neumünster (Lage) aufgelöst wurde.

## Gruppenkommandeure
| Gruppe      | Dienstgrad | Name            | Zeit                                 |
| ----------- | ---------- | --------------- | ------------------------------------ |
| I. Gruppe   | Major      | Hermann Schmidt | 8. April 1943 bis 8. Mai 1945        |
| III. Gruppe | Hauptmann  | Kurt Capesius   | September 1944 bis 15. November 1944 |

## Auszeichnungen
Bekannte Träger des Ritterkreuz des Eisernen Kreuzes oder höherer Stufen des Kampfgeschwaders 66.
| Name             | Dienstgrad | Einheit  | Ritterkreuz   |
| ---------------- | ---------- | -------- | ------------- |
| Schmidt, Hermann | Major      | I./KG 66 | 20. Apr. 1944 |